# American Pie Presents: Beta House
American Pie Presents: Beta House és la sisena entrega de la saga estatunidenca American Pie i és la continuació directa d'American Pie Presents: The Naked Mile. Escrita per Adam Herz i Erik Lindsay.

## Argument
En aquesta ocasió, Erik juntament amb el seu amic Coos arriben al seu primer dia a la universitat on són rebuts per Dwigth, el cosí d'Erik. En arribar Erik es troba a Ashley en un lloc una mica especial, en arribar a la seva habitació es troba amb el seu company d'habitació Bobby, un noi bastant particular. Els nous membres han de completar una pissarra amb 50 tasques que han de complir en un determinat temps, per ser nomenat part de la Casa Beta. Aquesta vegada a la universitat hi ha de nou una rivalitat entre els Beta i els Frikies. Els quals decideixen arreglar les seves diferències apostant seva estada a la universitat en les Olimpíades Gregues. Erik coneixerà l'amor, plasmat en la bella Ashley a qui coneix al bany, mentrestant Coos lligués amb la companya de Ashley, Denise, una noia bastant rara que li té por a les relacions sexuals i que no permet que un home s'acosti els seus genitals per la qual cosa Coos creu que ha lligat amb una travesti. Els temors de Denise són infundats per la seva por de l'ejaculació femenina el que li sembla bastant sensual a Coos.

## Personatges
- John White com a Erik Stifler
- Jake Siegel com a Mike "Coose" Cooseman
- Steve Talley com a Dwigth Stifler
- Eugene Levy com a Noah Levenstein "Sr. Levenstein"
- Meghan Heffern com a Ashley
- Sarah Power com a Denise
- Tyrone Savage com a Edgar
- Daniel Petronjevic com a Bull
- Nic Nac com a Bobby
- Jonathan Keltz com a Wesley "L'Amenaça Inconscient"
- Christopher McDonald com a Sr. Stifler
- Christine Barger com a Margie
- Jordan Prentice com a Rock

## Banda sonora
1. Sound Experience - "Don't Fight the Feelin"
2. God Made Me Funky - "Luv T'day"
3. God Made Me Funky - "Won More Time"
4. MOBONIX - "What Chu Wanna Do (Ladies In The Club)"
5. Daphne Loves Derby - "Cue the Sun"
6. Devin Lima - "Rocky Road"
7. Love Arcade - "Candy"
8. Dong Carrion - "Everything Is Gonna Be OK"
9. Miss Eighty 6 - "Drive Me Crazy"
10. Miss Eighty 6 - "Candy Store"
11. Miss Eighty 6 - "Bounce Back"
12. Miss Eighty 6 - "Inside Outside"
13. Miss Eighty 6 - "Rebound"
14. Soul P - "I Ain't Going Nowhere"
15. Soul P - "Put Your Hands Up"
16. Aceyalone - "Find Out"
17. Robyn Johnson - "Girls"
18. Psykohead - "Walking On Fire"
19. Psykohead - "Give Me More"
20. Fulanitoft feat. Tonny Tun Tun - "Sabado En La Noche"
21. Rich Dolman - "I Found My World"
22. Bomas Of Kenya - Kjana Mwana Mwali"
23. Betsy Roo - "Killer"
24. The John Does - "Stop Before You Start"
25. The Group - "Gonna Love You"
26. Gleedsville - "My Everything"
27. Dem Naughty Boys - "That Kinda Booty"
28. Dem Naughty Boys - "Pick It Up"
29. Jen Foster - "All This Time"
30. Poxy - "I'm Sick Of Being Home"
31. Bubble - "On a Bender"
32. Ben Gidsjoy - "Head Up"
33. Ten Days Till - "Get Them Hands Hi"
34. Simon Lynge - "Love Comes Back To You"
35. Rene Van Verseveld - "Techno"

## Saga
- American Pie (1999)
- American Pie 2 (2001)
- American Wedding (2003)
- American Pie Presents: Band Camp (2005)
- American Pie Presents: The Naked Mile (2006)
- American Pie Presents: The Book of Love (2009)